# Kentarō Satō (auteur)
Pour le compositeur, voir Kentarō Satō.
 (mai 2015).
Si vous disposez d'ouvrages ou d'articles de référence ou si vous connaissez des sites web de qualité traitant du thème abordé ici, merci de compléter l'article en donnant les références utiles à sa vérifiabilité et en les liant à la section « Notes et références ».
佐藤 健太郎
Œuvres principales
Première œuvre : Kui King Omega
Autres ouvrages :
- Magical Girl of the End
- Magical Girl Site

Kentarō Satō (佐藤 健太郎, Satō Kentarō), né le 1er décembre 1986 dans la préfecture d'Osaka au Japon, est un mangaka.
Il est principalement connu pour être l’auteur du manga Magical Girl of the End, publié dans le Bessatsu Shōnen Champion de Akita Shoten depuis 2012. Fort de son succès, il crée par la suite une deuxième série, Magical Girl Site, en juillet 2013 et publiée dans le magazine en ligne Champion Tap!, toujours de l'Akita Shoten.

## Biographie
En 2012, lors de la création du Monthly Shōnen Champion, qu'il entame sa première grande série : Magical Girl of the End. La série est un succès, ce qui lui permet d'initier une autre série en parallèle à partir de juillet 2013 : Magical Girl Site. Cette série quant à elle est publiée dans le magazine en ligne de l'Akita Shoten : le Champion Tap!.
Il participe également au Comic Market où il vend ses propres fanzines constitués de One-Shots.

## Œuvres
- Magical Girl of the End (2012 - 2017) : prépublié dans le Monthly Shōnen Champion puis publié depuis le 8 janvier 2013 puis édité en France depuis le 28 mai 2014 par Akata dans la collection WTF?!
- Magical Girl Site (2013 - 2019) : prépublié dans le Champion Tap! puis publié depuis le 7 mars 2014 puis édité en France depuis le 25 juin 2015 par Akata.